# Pedro Sabat
Pedro Antonio Sabat Pietracaprina (Santiago, 4 de enero de 1954) es un político chileno de origen palestino. Fue alcalde de Ñuñoa durante cinco periodos consecutivos, entre 1996 y 2015, cuando renunció alegando problemas de salud. Anteriormente había ejercido el puesto como alcalde designado por la dictadura militar entre 1987 y 1989. Es padre de la exsenadora Marcela Sabat.

## Primeros años
Hijo de Pedro Sabat Marcos e Iris Pietracaprina Ferrando. Se crio en Ñuñoa y estudió en el tradicional Liceo Valentín Letelier, después ingreso a la Universidad de Chile en la Facultad de Ciencias Económicas y Administrativas, egresando en 1978 con el título de Administrador Público.

## Vida política

### Inicios

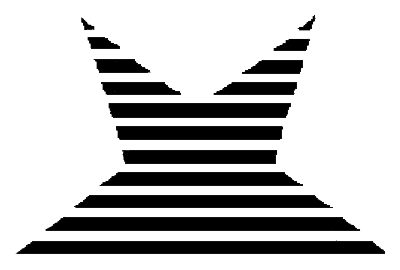
Símbolo de la candidatura de Pedro Sabat en 1989.

Su participación en la política comienza como alcalde de la comuna de Ñuñoa en 1987, designado por Augusto Pinochet. En 1989 deja dicho cargo para participar en las elecciones parlamentarias de ese año, postulando como candidato independiente fuera de pacto por el distrito 21 (Ñuñoa-Providencia). En esa oportunidad acapara el 8,23% de los sufragios, siendo un 12,48% de los votos de Ñuñoa, y el 2,78% de los votos de Providencia. Dicho resultado no es suficiente para resultar elegido, y pierde ante Gutenberg Martínez (PDC) y Alberto Espina (RN) quienes son electos diputados por el distrito.
En la campaña municipal de 1992 se presenta como candidato a alcalde por Ñuñoa, militando en Renovación Nacional. En esa ocasión sus dos contendores son Jaime Castillo (PDC) y el alcalde de la comuna en aquel entonces Pablo Vergara (AHV), donde ambos sacan 14,01% y 11,18% respectivamente, mientras que Sabat obtiene el 24,08%. Debido a que durante estas elecciones el alcalde era elegido entre los concejales, terminan ganando los contendores de Sabat, dividiéndose el periodo de alcalde en dos (Castillo la primera parte y Vergara la segunda parte). A pesar de ello, Sabat termina siendo electo concejal, gracias a la alta votación que alcanza.

### Alcalde de Ñuñoa
En 1996 nuevamente se presenta a las elecciones municipales como candidato por Ñuñoa. En esta ocasión tiene como contrincantes a Alejandro Hales (DC) y al alcalde en ejercicio Pablo Vergara (PH). Los resultados son los siguientes: Hales 21,14%, Vergara 18,39% y Sabat 29,76%. En esa ocasión Sabat fue elegido alcalde, mientras sus contendores terminan siendo concejales.
En el 2000 Sabat busca la reelección en las elecciones municipales de ese año. El único adversario de peso que lo enfrenta es otra vez Pablo Vergara, pero esta vez como el candidato por la Concertación. Sabat gana obteniendo un 58,83% de los votos.

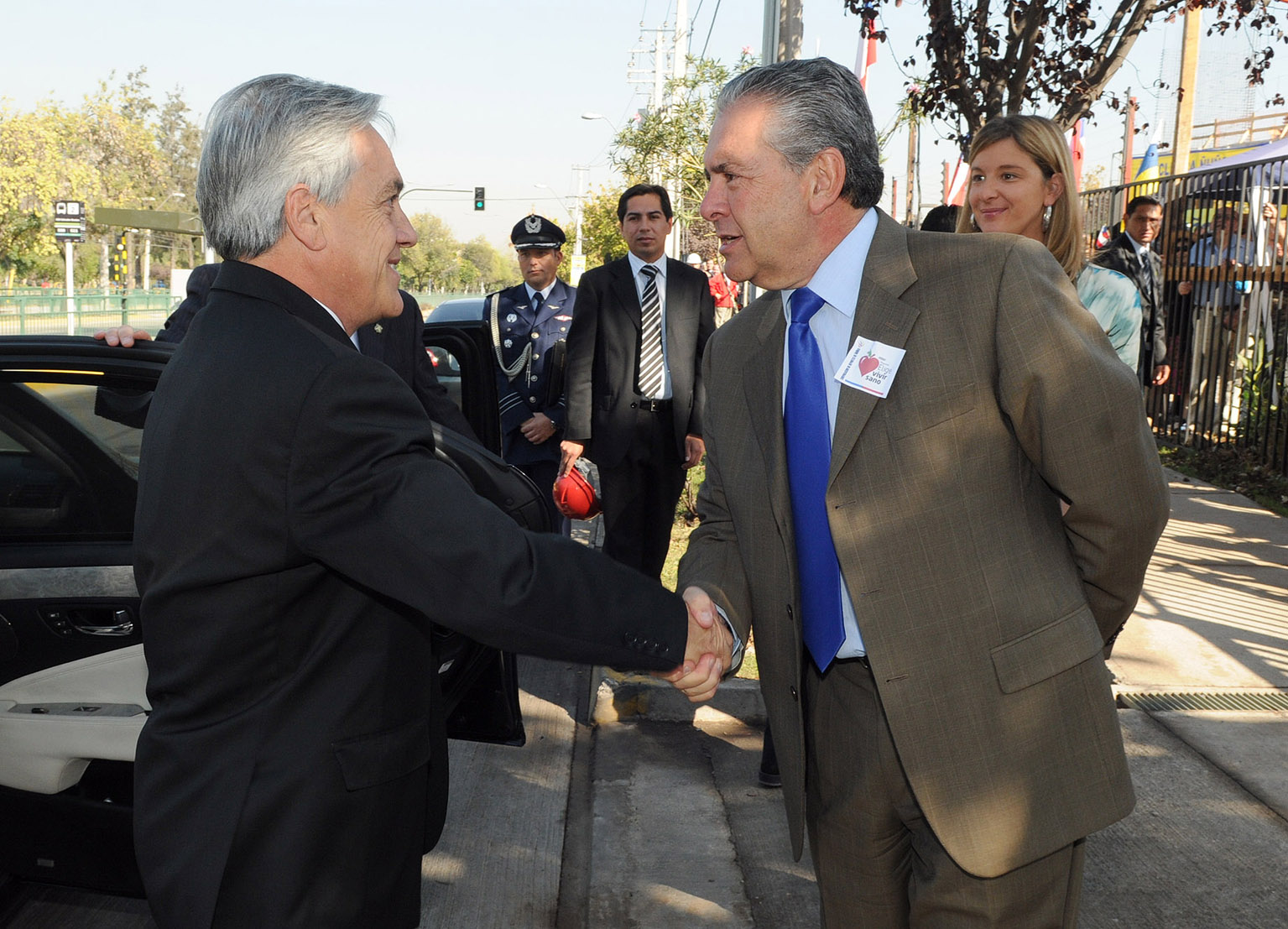
Pedro Sabat (derecha), saludando al presidente Sebastián Piñera en 2011. Atrás, la hija de Sabat, Marcela Sabat.

Para las elecciones municipales de 2004 ya no hay peleas ejemplares de la lucha por quedarse con el cargo de alcalde por Ñuñoa. Pablo Vergara sigue haciendo campaña contra él, aunque se postula para concejal y su propio apoyo va mermando con el paso de los años. A Sabat en esa ocasión le pide a su partido que no cambien su candidatura a la comuna de Santiago,  De todas maneras postula de nuevo en Ñuñoa, y se ratifica en su puesto con un 60,95% de los votos.
Para las elecciones municipales de 2008 Sabat postula de nuevo. Sin embargo postula por presión de Renovación Nacional por marcar 70% en las encuestas, siendo un potencial capital político en perfecto uso. Sabat, obtiene el 58,60% de los votos, por sobre Danae Mlynarz (PS) que obtuvo un 34%.
En las elecciones municipales de 2012 Sabat —que en principio no iba a repostular y prácticamente no hizo campaña— sostuvo una reñida lucha electoral con la concejala PS y nieta del expresidente Salvador Allende, Maya Fernández, a tal nivel que esta se proclamó vencedora la noche de la elección por tan sólo 92 votos sobre su contendor. Sin embargo, se trataba de una diferencia parcial y el Colegio Escrutador de la comuna proclamó días más tarde la victoria de Fernández sobre Sabat por apenas 18 votos, faltando incluso una sola mesa por contar. Sin embargo, ante reclamaciones, el Colegio Escrutador el 8 de noviembre anunció que volvería a contar 90 mesas de votación de Ñuñoa. Finalmente el reconteo de votos revirtió el computo inicial y el Segundo Tribunal Electoral de la Región Metropolitana proclamó a Sabat como ganador por 30 votos de ventaja sobre Fernández.

### Renuncia a la alcaldía y actualidad
En agosto de 2015, Sabat comunicó su intención de dejar la alcaldía de Ñuñoa a fines de ese año, para poder recuperarse de su cáncer a la tiroides que le fue detectado unos meses atrás. Sin embargo, planteó que una vez que se recuperase de su enfermedad, analizaría una posible candidatura al Congreso. Entregó su carta de renuncia el 30 de septiembre de 2015, la cual se hizo efectiva desde el 2 de octubre de ese año.
En julio de 2016, Chile Vamos realizó una encuesta en Ñuñoa para definir su candidato a alcalde para las elecciones municipales de ese año, en la cual fue incluido Sabat, quien se impuso al alcalde en ejercicio Andrés Zarhi. Sin embargo, días más tarde, Renovación Nacional confirmó que el candidato de la coalición sería Zarhi.

## Controversias
En 2010, con motivo de un frío saludo entre el Presidente de la República y el entrenador de la Selección de Fútbol Marcelo Bielsa, El alcalde pidió «la expulsión de Bielsa de Chile», causando un escándalo por el aprecio que en el país se le tenía al entrenador.
Meses después del terremoto tuvo una mala reacción frente a pobladores que le hicieron un reclamo por un error en la reconstrucción de sus casas, «castigando» a los vecinos retrasando el arreglo de un grupo de casas.
Ese mismo año fue denunciado por los concejales de su municipio cuando ante una pregunta del documentalista Jaime Díaz Lavanchy, el alcalde tuvo una reacción violenta y sus partidarios le golpearon. Sin embargo los concejales denunciaron que esta situación era común:

En la última sesión del Concejo Municipal de Ñuñoa efectuada el día miércoles 5 de mayo, fuimos increpados con amedrentamientos, amenazas, intento de agresiones físicas y empujones por asistentes partidarios del alcalde Pedro Sabat. Ha sido notoria la presencia de las mismas personas, autores de los hechos en las últimas sesiones, lo que nos hace creer que existe una disposición de concertación para generarlos
Concejales, autoridades comunales de Ñuñoa 

Ya en ese año el concejal Manuel Guerrero cuestionó:

se debe investigar si Pedro Sabat está habilitado por sus condiciones emocionales y perfil psicológico para seguir ejerciendo el cargo. Las explosiones de ira, amenazas, ofensas, etc., son permanentes, y ello no se corresponde con el cargo público que ejerce, que requiere de tolerancia a la crítica y capacidad de trabajo en equipo. Esta situación de represalias permanentes no puede continuar, por el bien de la comuna y la integridad de los vecinos y concejales
Manuel Guerrero Antequera, mayo 2010

Durante la Movilización estudiantil en Chile de 2011, el alcalde Pedro Sabat indicó que el liceo Internado Nacional Femenino se estaba convirtiendo en: «una casa de remoliendas», dado que según él «tendría antecedentes» que «se dedican a hacer fiestas y se llena de hombres», en alusión a una película homónima del momento que basada en un burdel. La reacción de las alumnas del plantel fue inmediata, ya que además de instalar un cartel alusivo en el frontis del establecimiento, presentaron un recurso judicial contra el alcalde. Al terminar el conflicto el alcalde Sabat volvió a la carga diciendo que «el Internado Nacional Femenino era un puterío», frase que tuvo honda repercusión en las redes sociales y motivó nuevas acciones legales, del Colegio de Profesores y de la Organización Humanas. Si bien el alcalde intentó pedir disculpas al día siguiente, en la misma conferencia de prensa cometió un nuevo error al catalogar a las alumnas que lo acusaban, como «tontitas», lo que enardeció los ánimos y le significó una funa y una inédita «Marcha de la putas (sic)».
El 21 de julio de 2015, poco tiempo después de finalizada la Copa América de ese año disputada en Chile, Sabat en medio de una entrevista al diario La Tercera le exigió al Instituto Nacional de Deportes la entrega concesionada en comodato del Estadio Nacional  (ubicado en Ñuñoa) a Azul Azul, los controladores del Club Universidad de Chile del cual el entonces edil es reconocido hincha pese a que su padre lo era de Colo Colo, esto para evitar que el equipo laico construyera un estadio en comunas alejadas del centro de Santiago. Sin embargo, justificó su argumento señalando la supuesta intervención en la construcción del Estadio Monumental por parte del gobierno de facto del ex dictador Augusto Pinochet, lo cual al día siguiente fue desmentido por el periodista deportivo Juan Cristóbal Guarello en el programa Los Tenores de ADN Radio Chile, quien acusó a Pedro Sabat de querer sacar redito politico y economico con su idea, pese a que a Guarello no le parecía mala idea lo propuesto.
Esto ofuscó al hoy otrora alcalde, quien además de haber escuchado las críticas de Guarello, indignado llamó al programa radial e incluso sostuvo una violenta discusión al aire con el periodista llegando hasta a los gritos (Sabat hasta lo trató de analfabeto), por lo que fue necesaria la intervención de los otros panelistas del programa para calmar los ánimos. Finalmente, los argumentos de Guarello no convencieron a la entonces autoridad comunal, quien terminó cortando la comunicación.

## Causa judicial
El Ministerio Público investigó a Sabat por hechos ocurridos entre 2013 y 2015, mientras era alcalde de Ñuñoa. Según los antecedentes reunidos, suscribió decretos alcaldicios y contratos que beneficiaron a Alain Goffard, socio de su hijo Pedro Sabat Fernández. Los réditos económicos de estas operaciones ascendieron a $15.700.000. En mayo de 2023 fue condenado por el Tercer Tribunal Oral en Lo Penal de Santiago como autor de dos delitos de negociación incompatible. La pena, que fue comunicada el 5 de junio de 2023, consistió en 61 días de reclusión menor en su grado mínimo, con el beneficio de la remisión condicional de la pena por el término de un año. Además, se decretó la suspensión de cargos, empleos y oficios públicos por dos años y un día, más el pago de una multa de $675.000 y la accesoria de suspensión de cargo u oficio público mientras dure la condena.

## Historial electoral

### Elecciones parlamentarias de 1989
- Elecciones parlamentarias de Chile de 1989, distrito 21 (Ñuñoa y Providencia)[21]

| Candidato                  | Pacto                           | Partido | Votos  | %     | Resultado |
| -------------------------- | ------------------------------- | ------- | ------ | ----- | --------- |
| Alberto Espina Otero       | Democracia y Progreso           | RN      | 83 922 | 40,45 | Diputado  |
| Gutenberg Martínez Ocamica | Concertación por la Democracia  | DC      | 72 853 | 35,11 | Diputado  |
| María Estela Ortiz Rojas   | Unidad para la Democracia       | PAIS    | 19 227 | 9,27  |           |
| Pedro Sabat Pietracaprina  | Independientes (Fuera de Pacto) | Ind.    | 17 074 | 8,23  |           |
| Rosamel Gutiérrez Riquelme | Unidad para la Democracia       | PAIS    | 4077   | 1,97  |           |
| Paulina Dittborn Cordua    | Democracia y Progreso           | UDI     | 3479   | 1,68  |           |
| Sergio Renato Contreras    | Liberal-Socialista Chileno      | Ind.    | 2800   | 1,35  |           |
| Mario Bustos Donoso        | Liberal-Socialista Chileno      | Ind.    | 2587   | 1,25  |           |
| Augusto Daniel Reijer Rago | Alianza de Centro               | AN      | 1455   | 0,70  |           |

### Elecciones municipales de 1992
- Elecciones municipales de 1992, para la alcaldía de Ñuñoa [22]

(Se consideran sólo los 8 candidatos más votados, de un total de 27 candidatos)
| Candidato                  | Pacto                          | Partido | Votos  | %     | Resultado            |
| -------------------------- | ------------------------------ | ------- | ------ | ----- | -------------------- |
| Pedro Sabat Pietracaprina  | Participación y Progreso       | RN      | 25 217 | 24,08 | Concejal             |
| Jaime Castillo Soto        | Concertación por la Democracia | DC      | 14 669 | 14,01 | Alcalde 1.er período |
| Pablo Vergara Loyola       | Concertación por la Democracia | AHV     | 11 707 | 11,18 | Alcalde 2.º período  |
| Ricardo Fábrega Lacoa      | Concertación por la Democracia | DC      | 8271   | 7,90  | Concejal             |
| Raúl Fernández Bacciarini  | Concertación por la Democracia | PPD     | 7735   | 7,39  | Concejal             |
| Lúxem Burgos Mella         | Concertación por la Democracia | DC      | 5328   | 5,09  | Concejal             |
| Aníbal Reyna Cortínez      | Concertación por la Democracia | PS      | 4937   | 4,72  |                      |
| Cristián Monckeberg Bruner | Participación y Progreso       | RN      | 3093   | 2,95  | Concejal             |

### Elecciones municipales de 1996
- Elecciones municipales de 1996, para la alcaldía de Ñuñoa [23]

(Se consideran sólo los 4 candidatos más votados, de un total de 27 candidatos)
| Candidato                 | Pacto                          | Partido  | Votos  | %     | Resultado |
| ------------------------- | ------------------------------ | -------- | ------ | ----- | --------- |
| Pedro Sabat Pietracaprina | Unión por Chile                | RN       | 28 669 | 29,76 | Alcalde   |
| Alejandro Hales Jamarne   | Concertación por la Democracia | PDC      | 20 371 | 21,14 | Concejal  |
| Pablo Vergara Loyola      | Opción Humanista               | PH       | 17 717 | 18,39 | Concejal  |
| Felipe Salaberry Soto     | Unión por Chile                | Ind. UDI | 7292   | 7,57  | Concejal  |

### Elecciones municipales de 2000
- Elecciones municipales de 2000, para la alcaldía de Ñuñoa [24]

(Se consideran sólo los 4 candidatos más votados, de un total de 23 candidatos)
| Candidato                      | Pacto             | Partido | Votos  | %     | Resultado |
| ------------------------------ | ----------------- | ------- | ------ | ----- | --------- |
| Pedro Sabat Pietracaprina      | Alianza por Chile | RN      | 58 433 | 58,83 | Alcalde   |
| Pablo Vergara Loyola           | Concertación      | PPD     | 16 876 | 16,99 | Concejal  |
| Ana María Hernández San Martín | Concertación      | PDC     | 4402   | 4,43  | Concejal  |
| Rafael Merino Mercado          | Concertación      | PS      | 3995   | 4,02  | Concejal  |

### Elecciones municipales de 2004
- Elecciones municipales de 2004, para la alcaldía de Ñuñoa [25]

| Candidato                         | Pacto                          | Partido | Votos  | %     | Resultado |
| --------------------------------- | ------------------------------ | ------- | ------ | ----- | --------- |
| Pedro Sabat Pietracaprina         | Alianza                        | RN      | 56 973 | 60,95 | Alcalde   |
| Jacqueline Saintard Vera          | Concertación por la Democracia | PDC     | 29 681 | 31,75 |           |
| Manuel Antonio Bustamante Vásquez | Juntos Podemos                 | PH      | 6815   | 7,29  |           |

### Elecciones municipales de 2008
- Elecciones municipales de 2008, para la alcaldía de Ñuñoa [26]

| Candidato                      | Pacto                    | Partido | Votos  | %     | Resultado |
| ------------------------------ | ------------------------ | ------- | ------ | ----- | --------- |
| Pedro Sabat Pietracaprina      | Alianza                  | RN      | 53 666 | 58,12 | Alcalde   |
| Danae Mlynarz Puig             | Concertación Democrática | PS      | 31 764 | 34,40 |           |
| Natalia Sofía Sobarzo Galleani | Juntos Podemos Más       | PH      | 6896   | 7,46  |           |

### Elecciones municipales de 2012
- Elecciones municipales de 2012, para la alcaldía de Ñuñoa [27]

| Candidato                       | Pacto                    | Partido | Votos  | %     | Resultado |
| ------------------------------- | ------------------------ | ------- | ------ | ----- | --------- |
| Pedro Sabat Pietracaprina       | Coalición                | RN      | 34 247 | 44,87 | Alcalde   |
| Maya Fernández Allende          | Concertación Democrática | PS      | 34 217 | 44,83 |           |
| Matías Mlynarz Puig             | Igualdad para Chile      | ILA     | 6333   | 8,30  |           |
| Juan Carlos Gálvez Galleguillos | Mas Humanos              | PH      | 1533   | 2,01  |           |